# Орлов, Василий Фёдорович
Василий Фёдорович Орлов (15 февраля 1916 — 19 марта 1945) — советский военачальник, Герой Советского Союза. Командир 6-го гвардейского механизированного Львовского ордена Ленина Краснознамённого ордена Суворова корпуса. Гвардии полковник.

## Биография

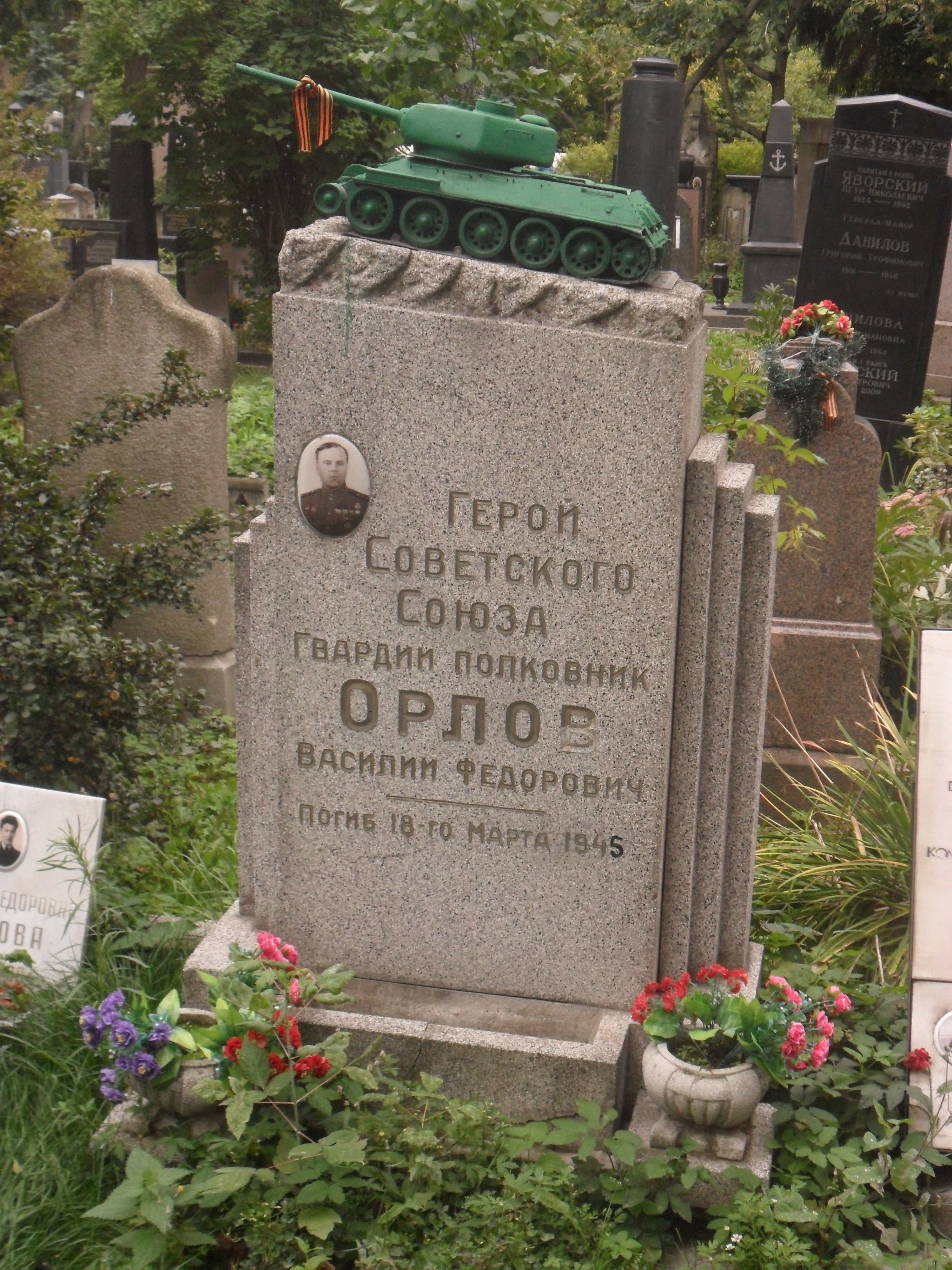
Могила Орлова на Новодевичьем кладбище Москвы

Василий Фёдорович Орлов родился 15 февраля 1916 года на станции Волосово (ныне город в Ленинградской области) в семье унтер-офицера царской армии Фёдора Михайловича и Марии Иосифовны. Русский.
С июня 1932 года В. Ф. Орлов студент Ленинградского индустриального института. С ноября 1933 года по ноябрь 1937 года проходил обучение в Военной академии механизации и моторизации РККА имени И. В. Сталина. После окончания академии работал на Ленинградском авторемонтном заводе начальником цеха, затем техническим директором. С июля 1939 года главный техник, механик и главный инженер Ленинградского государственного механического завода.
В начале Великой Отечественной войны В. Ф. Орлов в должности командира отдельного батальона тяжёлых танков участвовал в боях в районе Невской Дубровки, был ранен. С октября заместитель командира, а с ноября 1941 года командир 107-го танкового полка в составе 8-й армии Ленинградского фронта. В мае 1942 года назначен командиром 119-й танковой бригады. Отличился в боях под Ржевом. В наградном листе указано:
25.8.42 года т. ОРЛОВ личным примером, героизмом и бесстрашием увлёк за собой взаимодействующую с бригадой пехоту, высадил десант в тыл обороны противника и захватил главный узел сопротивления немцев — ГАЛАХОВО и ТИМОФЕЕВО. 
С 1 декабря 1942 года по 20 января 1943 года командир 31-й танковой бригады. В том же году вступил в ряды ВКП(б). С апреля 1943 года командовал 8-й гвардейской танковой бригадой в составе 20-го танкового корпуса. В ходе боевых действий войска под командованием Орлова отличились в Корсунь-Шевченковской наступательной операции при освобождении городов Звенигородка и Шпола.
6 декабря 1944 года В. Ф. Орлов вступил в командование 6-м гвардейским механизированным корпусом 4-й танковой армии 1-го Украинского фронта, став самым молодым командиром корпуса в Красной Армии.
В ходе Висло-Одерской наступательной операции корпус под его командованием сходу форсировал реку Одер и, захватив плацдарм, обеспечил условия для переправы частей 13-й армии. В дальнейшем 6-й гвардейский механизированный корпус участвовал в Нижне-Силезской и Верхне-Силезской наступательных операциях.
14 марта 1945 года командир 6-го гвардейского мехкорпуса гвардии полковник В. Ф. Орлов в торжественной обстановке получил от командующего 4-й гвардейской танковой армией генерал-полковника Д. Д. Лелюшенко танк Т-34, построенный с разрешения Верховного Главнокомандующего на средства матери комкора Марии Иосифовны Орловой и сразу же получивший от танкистов название «Мать-Родина». Танк был передан лучшему экипажу 126-го танкового полка 17-й гвардейской мехбригады в составе: командир танка младший лейтенант М. П. Кашников, командир орудия сержант Анферов, механик-водитель сержант Остапенко, радист-пулемётчик сержант Левченко, заряжающий сержант Коробейников (по другим данным командир танка П. М. Кашников, механик-водитель В. Н. Чепик, командир орудия П. Ф. Балакшей, заряжающий В. С. Кириенко, радист-пулемётчик И. М. Левченко).
В письме на имя Марии Иосифовны танкисты экипажа танка «Мать-Родина» дали клятву оправдать оказанное им доверие и сдержали её. Экипаж танка «Мать-Родина» участвовал в Верхне-Силезской (март 1945 года) и Берлинской (16 апреля — 2 мая 1945 года) наступательных операциях, уничтожил 17 танков и самоходных орудий, 2 бронетранспортёра и 18 автомашин, истребил более двух рот живой силы противника. Само название «Мать-Родина», которое ему присвоили боевые товарищи В. Ф. Орлова, танк получил в честь Марии Иосифовны Орловой.
17 марта 1945 года в бою в районе города Оппельн Василий Фёдорович Орлов был тяжело ранен и на следующий день скончался (по другим данным умер 19 марта).
По приказу Маршала Советского Союза И. С. Конева гроб с телом гвардии полковника Орлова был доставлен в Москву. В. Ф. Орлов похоронен на Новодевичьем кладбище (участок 4, ряд 17).
6 апреля 1945 года указом Президиума Верховного Совета СССР за умелое командование частями мехкорпуса, образцовое выполнение боевых заданий командования и проявленные при этом геройство и мужество гвардии полковнику Орлову Василию Фёдоровичу посмертно присвоено звание Героя Советского Союза.

## Награды
- Медаль «Золотая Звезда»(6.04.1945, посмертно)[5];
- орден Ленина (6.04.1945, посмертно)[5];
- три ордена Красного Знамени (30.01.1943; 17.08.1943; 20.05.1944)[6][7][8];
- орден Суворова 2-й степени (24.04.1944)[5];
- медаль «За оборону Ленинграда»;
- американский орден «Легион почёта» степени офицера (1944).

## Память
- Имя Героя высечено золотыми буквами в зале Славы Центрального музея Великой Отечественной войны в Парке Победы города Москвы.
- В 2009 году именем Василия Фёдоровича Орлова названа школа № 237 города Москвы.
- В 1983 году одна из школ берлинского района Райсензее добилась права носить имя Героя Советского Союза командира 6-го гвардейского механизированного корпуса гвардии полковника Василия Федоровича Орлова.
- В 1985 году ЦСДФ создала документальный фильм «Солдаты Орловы» (режиссёр Р. П. Сергиенко), который повествует о легендарной судьбе членов семьи В. Ф. Орлова, которые в годы Гражданской и Великой Отечественной войн показали пример беззаветной преданности своей Родине.
- 14 ноября 1985 года Ватутинское среднее профессионально-техническое училище № 2 получило почётное наименование «имени Героя Советского Союза В. Ф. Орлова»[9]
- В 1986 году на экраны вышел снятый на киностудии имени М. Горького художественный фильм «Говорит Москва!», в котором режиссёры Ю. Григорьев и Р. Григорьева (она же автор сценария) языком кино рассказали о жизни, любви и героической гибели Василия Орлова.

## Памятники
- На Новодевичьем кладбище установлен надгробный памятник (участок 4, ряд 17).
- Памятник Танк Т-34-85 Мать-Родина установлен в Саратове на улице Танкистов 19 ноября 1998 года, на постаменте — памятная плита[10].

Танк Мать Родина — памятная плита
Танк Т-34-85 Мать-Родина Саратов